# Valor garantit per actius
Un valor garantit per actius o bo de titulització d'actius (en anglès: asset-backed security; acrònim: ABS) és un valor financer de tipus derivat, el preu i pagaments del qual es deriven d'un col·lateral (o garantia) format per una cistella d'actius. La cistella es caracteritza per estar formada per una sèrie d'actius que per la seva naturalesa són massa petits o il·líquids, fet que n'impossibilitza la seva revenda individual. Estructurar una cistella amb un conjunt d'aquests actius és l'única manera possible de vendre'ls als inversors, un procés que s'anomena titulització. El principal punt fort de la titulartizació d'aquests actius rau en el fet que permet diversificar el risc d'invertir en un sol actiu, perquè cadascun d'aquests tan sols representa una fracció del valor total de la cistella que actua com a actiu subjacent. A diferència dels valors garantits per hipotèques, els valors garantits per actius es caracteritzen pel fet que les cistelles estan formades per actius com pagaments generats per préstecs de targetes de crèdit, pagaments generats per préstecs sobre automòbils, pagaments generats per leasings, pagaments de royalties, o d'altres, però no per pagaments generats per préstecs hipotecaris.

## Estructura
El 18 de gener del 2005 l'òrgan regular dels merctas de Valors dels Estats Units, la (SEC) promulgà la Regulation AB a fi de regular els Valors garantits per actius. La definició final que se'n feu és la següent:
"Definició d'un Valor garantit per actius (ABS). «El terme Valor garantit per actius ("asset-backed security") es defineix en format S-3 per descriure un Valor que fonamentalment és servit per fluxos de caixa, ja siguin aquests fixos o variables, generats per una cistella definida d'actius financers que per la seva pròpia naturalesa generen fluxos de caixa durant un període finit de temps, més els drets o béns designats a garantir aquests rendiments als tenedors del Valor garantit per aquests actius». La SEC ha emprat la frase «cistella definida d'actius financers» per tal d'excloure aquelles cistelles que poden canviar la seva composició a llarg del temps, i així mateix ha emprat la frase «que per la seva naturalesa generen efectiu» a fi d'excloure de la definició aquells actius que necessiten un acció efectiva per tal d'extreure'n efectiu -com seria per exemple el fet d'haver-los de vendre.
Valors garantits per arrendaments (Lease-Backed Securities). La nova normativa de la SEC expandeix la definició dels Valors garantits per actius per tal d'incloure-hi també els Valors garantits per arrendaments, sempre que el valor residual del bé arrendat sigui inferior al 50% del valor original (o del 65% en els casos de vehicles a motors).
Excepcions al requisit de "cistella definida": La nova normativa de la SEC modifica el criteri anterior sobre la necessitat que el Valor estigui garantit per una cistella definida d'actius per tal que sigui considerat un Valor garantit per actius (ABS). S'estableixen els següents principis: 
1.) Qualsevol valor financer emès, que estigui referenciat per una estructura d'actius, serà anomenat de manera general i sense limitacions com a Valor garantit per actius.
2.) També serà considera Valor garantit per actius qualsevol valor financer amb un període de desemborsament fins a un any si durant aquest termini fins a un 50% dels beneficis poden ser emprats per a la compra de cistelles d'actius, o en el cas de master trusts, si fins a un 50% del principal agregat del balanç es destina a la compra d'actius per a formar la cistella.
3.) La nova normativa també inclou en la definició d'actiu garantit per actius a actius que tenen un període de crédit permanent (revolving) durant el qual nous actius poden ser adquirits. En el cas d'actius de crèdit permanent com targetes de crèdit o línies de crédit particulars, no hi ha límit temporal en el període de credit ni en l'import total dels actius que poden ser adquirits.